# کرمانیه (منطقه)
ساتراپی کرمانیه یا کارمانیا (استان کرمان کنونی) یکی از چهارده ساتراپ نشین تحت سلطه اسکندر مقدونی بود. بقیه ساتراپی‌ها شامل پارسه، پاراتکین، ماد، تپوریا (به انضمام آمارد), پارت، هیرکانیه، باکتریه، آری یا (به انضمام بازرنک), گدروزیه (به ضمیمه کشور اوریتان), آراخسی، پاروپانیسادان، هندوستان این سوی سند و هندوستان آن سوی سند می‌باشند که توسط اسکندر تأسیس شده بودند.
نام «کرمانیه» در کتیبه‌های هخامنشی به عنوان ساتراپی ذکر نشده است.
در زمان ایرانیان، ساتراپ کرمانیه و سایر ساتراپ‌ها حق نگهداری از سربازان مزدور و ضرب سکه را داشتند؛ اما در زمان اسکندر این حق از آن‌ها سلب شد و دیگر اختیار رسیدگی به امور مالی را نداشتند. ساتراپ نشین‌های زمان سلوکوس یکم از دوازده نفر تشکیل می‌شدند؛ «تله پوله موس» ساتراپ کرمانیه یکی از آن‌ها به‌شمار می‌رفت. سایر ساتراپ‌ها شامل پارسه، ماد بزرگ، ماد کوچک، پارت (با هیرکانیه)، باکتریه (باسغد)، آری یا (بازرنک)، آراخوزیه (باگدروزیه)، پاروپانیذ و هند می‌باشند. همچنین، تله پوله موس ساتراپ کرمانیه و پوسستاس ساتراپ پارسه و ستاسانور ساتراپ باکتریه فرماندارانی بودند که مورد توجه مردم قرار گرفته و با رفتار نیکو با مردم شناخته می‌شدند.